# Union pour la libération de l'Ukraine

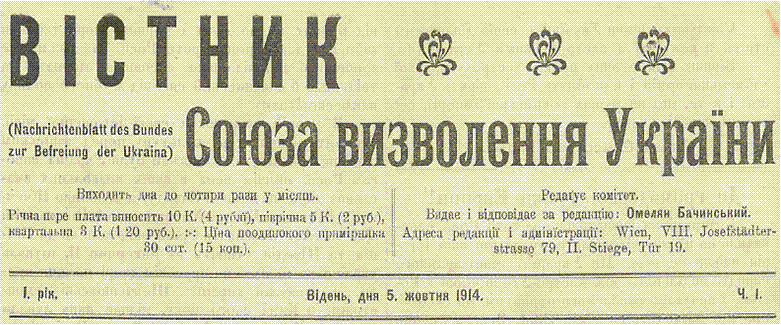
Bulletin de l'Union pour la libération de l'Ukraine en 1914.

L'Union pour la libération de l'Ukraine (en ukrainien : Союз визволення України , СВУ ; Soyuz vyzvolennia Ukrayiny, SVU) était une organisation politique créée le 4 août 1914 à Lemberg dans la principauté de Galicie-Volhynie. L'organisation a été créée par des émigrants ukrainiens du Dniepr ukrainien détenu par la Russie tsariste et qui étaient socialistes par leurs opinions politiques représentant des partis politiques tels que le Parti révolutionnaire ukrainien, le  Parti ouvrier social-démocrate ukrainien, le socialiste "Spilka" ("Communauté").

## Historique
La plupart des membres de la SVU étaient d'idéologie socialiste, qui ont fui en Galice à la suite des répressions de Piotr Stolypine. Ses premiers dirigeants étaient Dmytro Dontsov et Mykola Zalizniak.
Les activités de la SVU étaient dirigées par un conseil composé d'Oleksandr Skoropis-Yoltouchovski, Volodimir Dorochenko, Markian Melenevski, Stepan Smal-Stotsky et Andriy Jouk, qui ont aidé des militants de Galice et de Bucovine appartenant à différentes organisations politiques.
Le centre d'activité de l'Union pour la libération de l'Ukraine était à Lviv pendant une courte période, puis à Vienne en août 1914 au début de la Première Guerre mondiale.
En 1915, Arthur Seelieb, puis Stepan Smal-Stotsky et Andriy Jouk, réfugiés en Suisse, publient le journal "La Revue ukrainienne" à Lausanne. Il éditent la revue en langue française, la langue diplomatique internationale, afin que leur combat soit connu dans toute l'Europe. La Revue ukrainienne paraîtra jusqu'en 1917.
Le mouvement de l'Union pour la libération de l'Ukraine parie sur la défaite russe face aux États centraux. Son objectif était la création d'un État ukrainien indépendant, soutenu par l'Allemagne et l'Empire austro-hongrois, sur la base des territoires conquis à la Russie. L'Ukraine ferait partie de la monarchie austro-hongroise, avec la transformation de ces territoires en un pays différent sous la même couronne. L'objectif était de fusionner en une fédération. Ces objectifs ont été rejetés par Mykhaïlo Hrouchevsky et Symon Petlioura, convaincus de la défaite des États centraux.
L'Union pour la libération de l'Ukraine était très active dans le domaine politique ainsi que dans le domaine éducatif et culturel parmi les camps de prisonniers ukrainiens en Autriche et en Allemagne.
En 1917, grâce à ces activités, deux divisions purent être formées avec ces prisonniers : Sinozhupannki (Division Bleue) et Serozhupannki (Division Grise), noms donnés par la couleur de leurs uniformes, qui ont ensuite fusionnés avec l'armée ukrainenne.
L'Union pour la libération de l'Ukraine a officiellement cessé d'exister le 1er juillet 1918. Toutes les archives et documents ont ensuite été transférés par Andriy Jouk au Musée de la lutte de libération de l'Ukraine à Prague en Tchécoslovaquie, une partie des archives est classée dans le Fond Andriy Zhouk aux archives du Canada,.

## Sources
1. ↑  (uk) Ressources ukrainiennes de l'Histoire de l'Ukraine
2. ↑  Archives nationales du Canada, division des manuscrits, collection Andry Zhuk
3. ↑  Fonds Andry zhuk, Bibliothèques et archives du Canada